# Veenit
Veenit ist ein sehr selten vorkommendes Mineral aus der Mineralklasse der „Sulfide und Sulfosalze“ mit der chemischen Zusammensetzung Pb4(As,Sb)4S10 und damit chemisch gesehen ein Blei-Arsen/Antimon-Sulfid. Die in den runden Klammern angegebenen Elemente Arsen und Antimon können sich dabei in der Formel jeweils gegenseitig vertreten (Substitution, Diadochie), stehen jedoch immer im selben Mengenverhältnis zu den anderen Bestandteilen des Minerals (Blei und Schwefel).
Veenit kristallisiert im orthorhombischen Kristallsystem und entwickelt überwiegend massige Aggregate bis etwa zwei Zentimetern Größe, selten aber auch kleine, isometrische Prismen von stahlgrauer Farbe und metallischem Glanz. Auf der Strichtafel hinterlässt er einen schwarzen Strich mit einem Stich ins Bräunliche.

## Etymologie und Geschichte
Erstmals entdeckt wurde Veenit im „Taylor Pit“ (Grube Taylor) bei Huntingdon im Hastings County in der kanadischen Provinz Ontario und beschrieben 1967 durch John Leslie Jambor (1936–2008), der das Mineral nach dem niederländischen Geologen und Metallographen R. W. van der Veen benannte.

## Klassifikation
Bereits in der mittlerweile veralteten 8. Auflage der Mineralsystematik nach Strunz gehörte der Veenit zur Mineralklasse der „Sulfide und Sulfosalze“ und dort zur Abteilung „Komplexe Sulfide (Sulfosalze)“, wo er zusammen mit Boulangerit, Dadsonit, Fülöppit, Guettardit, Heteromorphit, Jamesonit, Launayit, Madocit, Meneghinit, Parajamesonit (diskreditiert 2006), Plagionit, Playfairit, Robinsonit, Semseyit, Sorbyit, Sterryit, Tintinait, Twinnit und Zinkenit die „Jamesonit-Boulangerit-Gruppe (Bleiantimonspießglanze)“ mit der System-Nr. II/D.07 bildete.
Im Lapis-Mineralienverzeichnis nach Stefan Weiß, das sich aus Rücksicht auf private Sammler und institutionelle Sammlungen noch nach dieser alten Form der Systematik von Karl Hugo Strunz richtet, erhielt das Mineral die System- und Mineral-Nr. II/E.18-20. In der „Lapis-Systematik“ entspricht dies der Abteilung „Sulfosalze (S : As,Sb,Bi = x)“, wo Veenit nur zusammen mit Dufrénoysit eine eigenständige, aber unbenannte Gruppe bildet (Stand 2018).
Die seit 2001 gültige und von der International Mineralogical Association (IMA) bis 2009 aktualisierte 9. Auflage der Strunzschen Mineralsystematik ordnet den Veenit in die Abteilung der „Sulfosalze mit SnS als Vorbild“ ein. Diese ist weiter unterteilt nach den in der Verbindung vorherrschenden Metallen, so dass das Mineral entsprechend seiner Zusammensetzung in der Unterabteilung „Nur mit Blei (Pb)“ zu finden ist, wo es zusammen mit Dufrénoysit, Rathit und Rathit-IV die „Dufrénoysitgruppe“ mit der System-Nr. 2.HC.05d bildet.
Auch die vorwiegend im englischen Sprachraum gebräuchliche Systematik der Minerale nach Dana ordnet den Veenit in die Klasse der „Sulfide und Sulfosalze“ und dort in die Abteilung der „Sulfosalze“ ein. Hier ist er zusammen mit Cosalit und Dufrénoysit in der „Cosalitgruppe“ mit der System-Nr. 03.05.09 innerhalb der Unterabteilung der „Sulfosalze mit dem Verhältnis 2,5 < z/y < 3 und der Zusammensetzung (A+)i(A2+)j[ByCz], A = Metalle, B = Halbmetalle, C = Nichtmetalle“ zu finden.

## Kristallstruktur
Veenit kristallisiert orthorhombisch in der Raumgruppe Pmcn (Raumgruppen-Nr. 62, Stellung 5) oder P21cn (Nr. 33, Stellung 4) mit den Gitterparametern a = 8,44 Å; b = 26,2 Å und c = 7,90 Å sowie 4 Formeleinheiten pro Elementarzelle.

## Bildung und Fundorte
Das Typmaterial fand sich in Form kleiner Massen, Äderchen und eingesprengter Körner in Marmor. Begleitminerale sind unter anderem Arsenopyrit, Boulangerit, Calcit, Chalkopyrit, Galenit, Gratonit, Pyrit und Sphalerit.
Bisher (Stand: 2012) sind weniger als 10 Fundorte für Veenit bekannt. Neben seiner Typlokalität „Taylor Pit“ (Grube Taylor) bei Huntingdon trat das Mineral in Kanada bisher nur noch in der „Mattabi Mine“ im Kenora District auf.
Weitere bekannte Fundorte sind die „Carma Mine“ in der Provinz Antonio Quijarro in Bolivien, die „Plaka Mine No. 80“ bei Lavrio (Attika) in Griechenland, die „Guitarra Mine“ bei Temascaltepec in Mexiko, im Distrikt Huachocolpa in der peruanischen Provinz Huancavelica und die „Herja Mine“ bei Chiuzbaia im rumänischen Kreis Maramureș. Ein weiterer Fund in der „Grube Hoffnung“ (Grube Spes) am Martinsknipp bei Ahrbrück in Rheinland-Pfalz konnte noch nicht bestätigt werden.